# Zr.Ms. Sumatra (1920)
Zr.Ms. Sumatra var en lätt kryssare av Java-klass i Nederländernas kungliga flotta. Hon sjösattes under första världskriget och deltog under andra världskriget. Hon sänktes utanför Normandies kust den 9 juni 1944 i Ouistreham som en del av en "gooseberry"-pir för att skydda en konstgjord allierad Mullbärshamn som byggdes som en del av Operation Overlord.

## Konstruktion
Sumatra byggdes av varvet Nederlandsche Scheepsbouw Maatschappij i Amsterdam. Hon kölsträcktes den 15 juli 1916 och sjösattes den 29 december 1920 av drottning Vilhelmina av Nederländerna.
Turbinerna som var avsedda för fartyget förstördes i en brand den 31 maj 1922 i Werkspoor i Amsterdam.

## Tjänstgöring
Den 26 maj 1926 togs fartyget i bruk i den nederländska flottan. Senare samma år, den 21 september, lämnade Sumatra Nederländerna för att segla till Nederländska Ostindien via New York, Panamakanalen, San Francisco, Shanghai och Nagasaki.
Den 19 februari 1927 skickades Sumatra till Shanghai för att skydda nederländska medborgare och intressen på grund av de ökande spänningarna mellan nationalister och kommunister. Den 23 mars förberedde Sumatra och utländska krigsfartyg evakueringen av civila efter att strider hade brutit ut mellan de två grupperingarna. En landstigningstrupp på 140 man från fartyget tog ställning i Shanghais affärskvarter. Därefter återvände Sumatra till Surabaya i Nederländska Ostindien den 12 maj 1927.
Den 18 juni 1930 togs hon åter i bruk efter en omfattande ombyggnad i Surabaya efter att en turbin hade skadats. Den 28 juli återvände fartyget till Surabaya för ytterligare reparationer efter en brand i pannrummet under sjötester.
Under en övning tillsammans med jagarna De Ruyter och Evertsen och fem ubåtar strandade Sumatra på ett okänt rev nära ön Kebatoe den 14 maj 1931. Tre dagar senare drogs hon loss av kanonbåten Soemba och en bogserbåt. Därefter bogserades hon till Surabaya för reparation fram till den 21 september.
Från december 1933 till mitten av 1935 moderniserades Sumatra i Surabaya. Bland förbättringarna var att de ursprungliga fyra 7,5 cm luftvärnskanonerna ersattes av sex Bofors 40 mm kanoner.
Den 16 november 1935 besökte Sumatra och jagarna Van Galen och Witte de With Saigon.
Den 23 augusti 1936 deltog Sumatra, hennes systerfartyg Java och jagarna Van Galen, Witte de With och Piet Hein under flottans dag i Surabaya. Senare samma år, den 13 november, besökte hon tillsammans med sitt systerfartyg och Evertsen, Witte de With och Piet Hein Singapore.
Den 8 juni 1938 seglade fartyget från Tanjung Priuk till Nederländerna. Mellan den 8 och 17 juli eskorterade hon fartyg under det spanska inbördeskriget i Gibraltarsundet. Därefter återvände fartyget till Nederländerna den 22 juli 1938 till Den Helder. Senare samma år, den 3 september, deltog hon i en flottuppvisning utanför Scheveningens kust.

### Andra världskriget

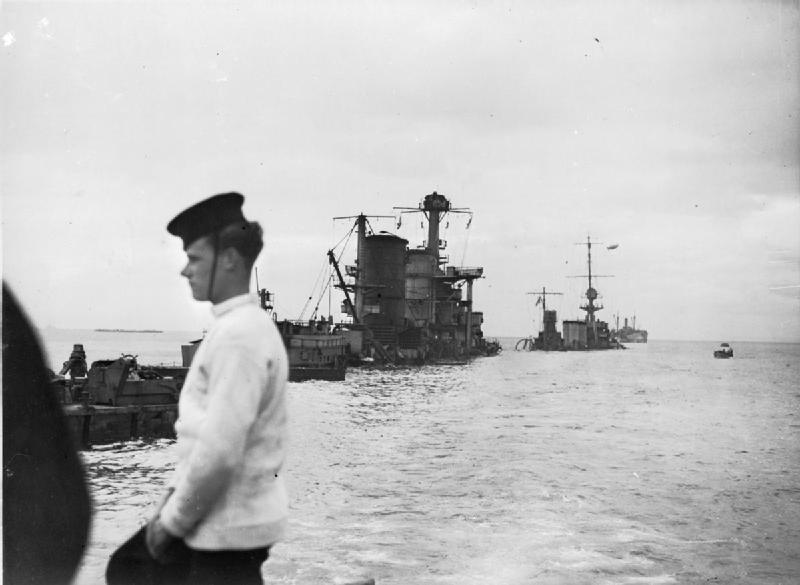
Sumatra sänkt som ett blockskepp, bild tagen den nionde juni, 1944. Kryssaren HMS Durban kan ses i bakgrunden.

När Nederländerna attackerades av den tyska armén i maj 1940 seglade Sumatra från Nederländerna till England. Därefter fortsatte hon till Milford Haven. Prinsessan Juliana av Nederländerna och hennes döttrar togs ombord där och transporterades till Halifax i Kanada. Därefter eskorterade hon konvojer och deltog i sökandet efter den tyska hjälpkryssaren Widder.
Under hösten 1940 tog sig Sumatra till Nederländska Ostindien där det omedelbart torrdockades för en omfattande översyn. Denna översyn var inte klar i januari 1942 då kriget mot Japan inleddes. Sumatra togs snabbt i bruk igen och bemannades till stor del av aspiranter och med en maxhastighet på endast 15 knop begav hon sig till Ceylon. Senare under året tog hon sig till Storbritannien där hon torrdockades i Portsmouth. Problem med hennes maskineri gjorde henne olämplig för fronttjänstgöring. Fartyget överfördes till Royal Navy den 29 april 1944. Sumatra borrades i sank utanför Normandies kust den 9 juni 1944 i Ouistreham, som en del av en "gooseberry"-pir för att skydda en konstgjord Mullbärshamn som byggdes av de allierade som en del av Operation Overlord. Sumatra‍s 15 cm kanoner användes för att ersätta kanonerna på kanonbåtarna i Flores-klassen, som var slitna av omfattande användning.
Den 14 februari 1951 auktionerades hennes vrak ut tillsammans med andra vrak som skulle skrotas.